# Pier Silverio Leicht
Pier Silverio Leicht (Venezia, 25 giugno 1874 – Roma, 3 febbraio 1956) è stato un giurista, storico e bibliotecario italiano.

## Biografia
Nato dal patriota veneto Michele Leicht e da Maria Teresa Arnulfi, dopo gli studi elementari e medi a Venezia e a Torino si laureò nel 1896 in giurisprudenza all'Università di Padova con una tesi intitolata Diritto romano e diritto germanico nel diritto privato friulano. Appena ventiseienne fu nominato direttore della Biblioteca civica di Udine dal 1900 al 1902. Nel 1903 iniziò la sua carriera accademica insegnando Storia del diritto italiano prima all'Università di Camerino, poi a Siena, Cagliari, Modena, Bologna (dove divenne anche preside della Facoltà di Giurisprudenza dal 1926 al 1934) e infine alla Sapienza di Roma (dove pure fu preside della Facoltà di Giurisprudenza dal 1938). Dal 1920 fu socio dell'Accademia dei Lincei e dal 1936 al 1938 ne fu vicepresidente.
Dal 1930 al 1944 fu il primo presidente dell'Associazione Italiana Biblioteche (AIB). Nel  1911 promosse la fondazione della Società friulana di storia patria, la quale avrebbe dovuto garantire la continuità della pubblicazione che da quel momento assunse il titolo di «Memorie storiche forogiuliesi». Della Società Leicht fu presidente e massimo animatore e mantenne la carica anche quando, nel 1919, da essa prese vita la Deputazione di storia patria per il Friuli, rimanendone alla guida sino al 1935. Dal 1925 al 1945 egli fu, inoltre, presidente della Società filologica friulana che, grazie al suo impegno, venne riconosciuta come ente morale nel 1936. Inoltre dal 1927 al 1932 ricoprì l'incarico di presidente della Società Alpina Friulana.
Nell'arco della sua vita Pier Silverio Leicht ricoprì diverse cariche politiche. Dopo essersi iscritto al Partito nazionale fascista nel 1923, l'anno successivo divenne deputato. Per poco più di un anno (dal luglio 1928 al settembre 1929) fu sottosegretario del ministero della Pubblica Istruzione all'interno del Governo Mussolini e dal 1934, anno in cui divenne senatore del Regno, al 1936 fu membro della Commissione permanente per l'esame dei disegni di legge per la conversione dei decreti legge. Fece anche parte del comitato scientifico della rivista Diritto razzista. La sua carriera politica e accademica si interruppe bruscamente con la riconquista alleata della penisola durante la seconda guerra mondiale, in virtù della piena adesione di Leicht al fascismo.
Nel 1944, su ordinanza del commissario regionale del governo militare alleato, fu esonerato dall'insegnamento universitario e, nello stesso anno, venne anche radiato dall'Accademia dei Lincei e non fu più confermato alla presidenza dell'Associazione Italiana Biblioteche, pur rimanendone socio fino alla morte. Ad ogni modo, i suoi studi e le sue pubblicazioni non si fermarono nel dopoguerra. Nel 1948 venne chiamato a insegnare istituzioni giuridiche medievali presso la Scuola speciale per bibliotecari e archivisti paleografi di Roma e nel 1952 presiedette il 2º Congresso internazionale di studi sull'alto Medioevo: Grado, Aquilieia, Gorizia, Cividale, Udine, 7-11 settembre 1952 promosso dal Centro italiano di studi sull'alto medioevo di Spoleto. Morì a Roma il 3 febbraio 1956.

## Opere
- Diritto romano e diritto germanico in alcuni documenti friulani dei secoli XI, XII, XIII, Udine, 1897;
- Studi sulla proprietà fondiaria nel Medioevo, Verona, Iª ed. 1903, IIª ed. 1907;
- Parlamento friulano, 2 voll., Zanichelli, Bologna, 1917;
- Storia del Friuli, ristampa 2003, La Biblioteca del Messaggero Veneto, Udine, ISBN 84-9789-205-4